# Zygmunt Bauman
Zygmunt Bauman (ur. 19 listopada 1925 w Poznaniu, zm. 9 stycznia 2017 w Leeds) – polski socjolog, filozof, eseista, jeden z twórców koncepcji postmodernizmu – ponowoczesności, płynnej nowoczesności, późnej nowoczesności. Profesor nauk humanistycznych. Przez wiele lat pełnił funkcję kierownika Katedry Socjologii na University of Leeds, od 1990 był profesorem emerytowanym tej uczelni. Specjalizował się w teorii kultury. Laureat wielu nagród krajowych i międzynarodowych.

## Życiorys
Zygmunt Bauman urodził się 19 listopada 1925 roku w rodzinie polskich Żydów, jako syn Zofii i Maurycego. Jego rodzina nie była dobrze sytuowana. Choć Maurycy Bauman pracował okresowo jako księgowy, nie radził sobie w tym zawodzie. Żydowskie pochodzenie młodego Zygmunta przysparzało mu w szkole problemów z akceptacją ze strony innych uczniów Ukończył renomowane poznańskie gimnazjum Bergera, naukę pobierając w getcie ławkowym.
Po wybuchu II wojny światowej we wrześniu 1939 wraz z rodzicami uciekł do Związku Radzieckiego. Działanie jego rodziny było motywowane koniecznością uratowania się przed działalnością Einsatzgruppen, które podczas niemieckiej agresji na Polskę mordowały Żydów. Przetrwanie rodzina Baumana zawdzięczała matce, która pracowała jako kucharka w kantynie robotniczej i miała możliwość dokarmiania męża i syna. Ten ostatni zajął się na obczyźnie kontynuacją nauki. Szkołę średnią skończył z wyróżnieniem w 1942 roku; na dyplomie pojawiła się opinia o jego „dużych zdolnościach umysłowych” oraz o tym, że cieszył się „autorytetem i zasłużonym poważaniem”. Wstąpił do Komsomołu, pracując jako początkujący robotnik w zakładach naprawy taboru kolejowego w Szachunji. W 1943 rozpoczął studia na uniwersytecie w Gorkim, jednak władze uniwersytetu zorientowały się, że nie mogą przyjąć obcokrajowca. Wówczas okres 1942−1943 Bauman spędził, pracując w gorkiewskim tartaku. W 1943 roku został zmobilizowany i wcielony do moskiewskiej milicji, w której służył przez kilka miesięcy, regulując ruch na ulicach jako „inspektor ruchu drogowego”.
Po zdaniu egzaminu maturalnego w wieku lat dziewiętnastu (1944) wstąpił do 1 Armii Wojska Polskiego. Pełnił funkcję oficera polityczno-wychowawczego, służąc w szeregach 4 Dywizji Piechoty im. Jana Kilińskiego. To właśnie tam niezależnie od swego żydowskiego pochodzenia spotkał się z akceptacją, co miało wpływ na jego dalszą karierę. Wziął udział w bitwie o Kołobrzeg, w której został ranny, oraz w bitwie o Berlin.

### Współpraca z władzą ludową
Jak wynika z ustaleń Piotra Gontarczyka z Instytutu Pamięci Narodowej, w 1944 roku Zygmunt Bauman podpisał zobowiązanie do współpracy jako agent-informator Informacji Wojskowej o pseudonimie „Semjon”. Część zachowanych raportów określa „Semjona” jako bezwartościowe i niechętne do współpracy źródło informacji, z kolei według innych był dobrze wyszkolonym i cennym analitykiem.
W czerwcu 1945 wraz z całą 4 Dywizją Piechoty został wcielony do Korpusu Bezpieczeństwa Wewnętrznego (KBW). Od 6 czerwca w ramach 5 Samodzielnego Batalionu Ochronnego w Bydgoszczy pełnił funkcję zastępcy ds. polityczno-wychowawczych (KBW), a od grudnia funkcję starszego instruktora ds. polityczno-wychowawczych Wydziału Bezpieczeństwa Wewnętrznego (WBW) w Bydgoszczy. W styczniu 1946 wstąpił do Polskiej Partii Robotniczej. 6 lipca objął funkcję starszego wykładowcy ds. polityczno-wychowawczych w Samodzielnym Pułku Szkolnym KBW w Warszawie. Od 1 lipca kolejnego roku objął funkcję starszego instruktora wyszkolenia polityczno-wychowawczego w Wydziale Wyszkolenia Politycznego Zarządu Polityczno-Wychowawczego KBW, 10 lutego 1948 został szefem tego wydziału, a 20 grudnia tego samego roku szefem i jednocześnie zastępcą Wydziału I, Oddziału II. 10 lipca 1949 został mianowany szefem Oddziału Propagandy i Agitacji w Zarządzie Politycznym.
W opublikowanym przez IPN w 2006 wniosku awansowym z 1950 widnieje notatka, iż jako szef Wydziału Polityczno-Wychowawczego Bauman brał udział w tłumieniu podziemia niepodległościowego: „przez 20 dni dowodził grupą, która wyróżniła się schwytaniem wielkiej ilości bandytów”, a także został odznaczony Krzyżem Walecznych; nie jest jednak pewne, czy przez „bandytów” wnioskodawcy rozumieli partyzantów, czy szabrowników. Wniosek potwierdzał sumienność Baumana w wykonywaniu pracy, predyspozycje naukowe, a także dzielenie zaangażowania ideologicznego z jego matką (aktywistką Polskiej Zjednoczonej Partii Robotniczej) oraz konflikt z ojcem, który miał się wyrazić w prośbie „o przekazanie Partii sumy powstałej z praw rodziców do spadku rodzinnego w postaci części domu”.
Sugestię Gontarczyka, że Bauman „walczył z bronią w ręku” przeciwko podziemiu niepodległościowemu, skomentował sam zainteresowany w wywiadzie udzielonym dziennikowi „The Guardian” w 2007 roku. Bauman wziął na siebie pełną odpowiedzialność za współpracę z władzą ludową w okresie stalinizmu, przyznając zarazem, że popełnił błąd. Swoją decyzję tłumaczył wiarą w niesienie postępu: „W zubożałym kraju oczekujesz poradzenia sobie z nędzą, upokorzeniem, brakiem ludzkiej godności, z całym szeregiem problemów społecznych i kulturowych. Jeśli się spojrzało na ówczesne spektrum polityczne w Polsce, partia komunistyczna obiecała najlepsze rozwiązanie”. Dodawał jednak, że podczas współpracy jego działalność ograniczała się do pisania pamfletów politycznych oraz do wykonywania prac biurowych, a publikacja pomijała jego losy po 1953 roku, kiedy miał być inwigilowany przez władze PRL.
Dziennikarz Artur Domosławski, odnosząc się do ustaleń Gontarczyka, zarzucał historykowi posługiwanie się „kruchym materiałem dowodowym”. Według Domosławskiego Bauman dostarczał KBW „teksty analityczne, względnie ideologiczno-propagandowe, nie donosy ani informacje pochodzące ze szpiegowania innych”; nie ma też przekonujących dowodów na jego faktyczny udział w zabijaniu żołnierzy polskiego podziemia. Domosławski pisze, że już od 1950 roku, kiedy Baumanowi przypisano przypadkowe zniekształcenie cytatu z wystąpienia Bolesława Bieruta, bezpieka poszukiwała możliwości jego zwolnienia z dotychczasowych funkcji. Szansa ta nadarzyła się na fali kampanii antysemickiej w ZSRR u schyłku rządów Józefa Stalina, kiedy Bauman został uznany za wrogi element „pochodzenia drobnomieszczańskiego”; 16 marca 1953, dziesięć dni po śmierci Stalina, Bauman został zwolniony z pełnionych funkcji i z zawodowej służby wojskowej ze względu na więź z „burżuazyjną na wskroś rodziną” i niechęć do zerwania z nią stosunków, w związku z czym stwierdzono jego „nieprzydatność do dalszej służby w wojsku”. Rozkaz usunięcia Baumana ze służby wydał sam marszałek Konstanty Rokossowski.

### Kariera naukowa
Służbę w wojsku Bauman łączył ze studiami wieczorowymi z filozofii i socjologii. Po wojnie studiował na Uniwersytecie Warszawskim. Przed obroną pracy magisterskiej z filozofii napisanej na seminarium Adama Schaffa w 1954 roku został zatrudniony na uniwersytecie jako asystent Juliana Hochfelda. Radykalnie lewicowe poglądy Baumana uległy w miarę pracy uniwersyteckiej złagodzeniu, gdy przyszły socjolog zaczął rozumieć rozdźwięk między teorią marksistowską a rzeczywistością. W maju 1956 roku obronił przygotowaną pod kierunkiem Hochfelda rozprawę doktorską pt. Doktryna polityczna brytyjskiej Partii Pracy, której recenzentami byli Adam Schaff i Karol Lapter , a rok później – w czasie odwilży popaździernikowej – zdobył stypendium umożliwiające mu roczny pobyt na London School of Economics. Wyniki dalszych badań nad brytyjskim ruchem robotniczym ogłosił w rozprawie habilitacyjnej Klasa, ruch, elita. Studium socjologiczne dziejów angielskiego ruchu robotniczego, którą obronił w 1960 roku. Odtąd kariera Baumana zaczęła się rozwijać: został redaktorem naczelnym pisma naukowego „Studia Socjologiczne”, objął również po Hochfeldzie Katedrę Socjologii Ogólnej Uniwersytetu Warszawskiego.
Jak wynika z dokumentacji przewertowanej przez Dariusza Rosiaka, Bauman na przełomie lat 1964/1965 wspierał Jacka Kuronia i Karola Modzelewskiego przy tworzeniu Listu otwartego do Partii, bronił też Adama Michnika podczas protestów studenckich w Warszawie w 1968 roku. Podczas wydarzeń marcowych, gdy w Polsce narastały wobec Żydów oskarżenia o syjonizm, Bauman znalazł się wśród profesorów uczelni oskarżonych o rzekome podjudzanie studentów do protestów:

Ci pracownicy nauki, tacy jak profesorowie Brus, Baczko, Morawski, Kołakowski, Bauman, zwalczając od wielu lat politykę naszej partii – świadomie i z premedytacją sączyli wrogie poglądy polityczne w umysły powierzonej ich pieczy młodzieży, byli duchowymi inicjatorami wichrzycielskich poczynań... Jest dla nas oczywiste, że ta grupa politykierów z tytułami naukowymi podjęła próbę wywalczenia sobie
prawa do zalegalizowanej antysocjalistycznej działalności w naszym kraju i stawia swoje grupowe interesy ponad dobro nauki polskiej i młodzieży studenckiej.

W następstwie postępującej nagonki antysemickiej, 25 marca 1968 roku Bauman wraz z wieloma innymi naukowcami z Uniwersytetu Warszawskiego (w tym Leszkiem Kołakowskim, Włodzimierzem Brusem oraz Marią Hirszowicz) został usunięty z uczelni. W obliczu nieprzyjaznej atmosfery towarzyszącej wydarzeniom marcowym w czerwcu wyjechał wraz z rodziną z Polski. Wyemigrował do Izraela, spędził tam trzy lata. Nauczywszy się języka hebrajskiego, wykładał na uniwersytecie w Tel Awiwie. Uznał jednak, że „trudno leczyć rany przez nacjonalizm zadane innym nacjonalizmem”, po czym emigrował do Wielkiej Brytanii. Tam związał się z uniwersytetem w Leeds, a w 1972 został kierownikiem Katedry Socjologii, obejmując to stanowisko do roku 1990.
Odtąd publikował już przeważnie w języku angielskim, a do świadomości zachodnioeuropejskiej przebił się za sprawą dwóch książek. Pierwsza z nich, opublikowana w 1987 roku pod nazwą Legislators and Interpreters (Prawodawcy i tłumacze), stanowiła studium na temat malejącej od XVIII wieku roli intelektualistów w społeczeństwie. W drugim głośnym studium, Modernity and the Holocaust (Nowoczesność i Zagłada) z 1989 roku, socjolog po raz pierwszy wypowiedział się na temat doświadczenia antysemityzmu w Europie i oskarżył prądy modernistyczne o przygotowanie gruntu pod zbiurokratyzowaną machinę Szoah. W 1990 roku przeszedł na emeryturę, nadal jednak pisał szereg książek poświęconych współczesnym tendencjom społeczeństw europejskich. Publikował na łamach takich pism, jak „Gazeta Wyborcza”, „Polityka”, „Kultura Liberalna” oraz „Znak”.
Zmarł 9 stycznia 2017 roku w Leeds. Przyczyną jego śmierci była niewydolność serca. Po skromnej uroczystości pogrzebowej jego ciało zostało skremowane, a prochy rozrzucone na terenie posiadłości Baumanów.

## Poglądy

### Nowoczesność
Myśli filozoficzne Zygmunta Baumana były skoncentrowane wokół zagadnień nowoczesności i ponowoczesności. Nowoczesność Bauman definiował jako moment w historii ludzkości, w którym gwałtowny rozwój myśli indywidualistycznej, przemiany gospodarcze, naukowe i techniczne oraz zeświecczenie społeczeństwa zaburzyły monotonię życia przednowoczesnego. W nowoczesności, zdaniem Baumana, człowiek zdaje sobie sprawę, że to on ma siłę sprawczą, nie zaś platoński Demiurg. W konsekwencji człowiek postrzega świat jako niedoskonały i próbuje go naprawić. Polski socjolog używa dla takiej kultury metafory ogrodu – człowiek pielęgnuje świat Natury, podporządkowując go Rozumowi.
Wraz z nastaniem nowoczesności pogłębiła się przepaść między elitą intelektualną a ulicznym, nieoświeconym tłumem, a głównym nadzorcą porządku społecznego stało się państwo. Technicyzacja świata nowoczesnego, określana przez Baumana mianem kultury porządkowania, doprowadzała do wytworzenia różnic pomiędzy ładem społecznym a elementami chaosu, który był tępiony – poprzez segregację, deportację obcych, nowe przepisy prawne. Kulturę polegającą na wyrywaniu społecznych chwastów oraz tworzeniu idealnego społeczeństwa Bauman nazywał ogrodniczą. Chwastem w rozumieniu Baumana jest obcy, który wymyka się kontroli społecznej i zaburza ustanowiony ład.
Nowoczesność, jak twierdził Bauman, wynikała bezpośrednio z oświeceniowej wiary w możliwości opisania świata przez naukę i medycynę. Ta ostatnia w epoce nowoczesnej zastąpiła dyskurs dotyczący śmierci dyskursem poświęconym trosce o zdrowie. Zdaniem Baumana zepchnięcie śmiertelności na margines życia społecznego paradoksalnie przyczyniło się do eskalacji lęku przed obcym, które zaowocowało ludobójstwem na szeroką skalę. Tutaj Bauman nawiązywał bezpośrednio do Zagłady Żydów podczas II wojny światowej. Według niego Zagłada była fenomenem specyficznym dla kulturowej nowoczesności. Żydzi, jako naród bez państwa, znajdowali się poza społeczeństwem i mogli z łatwością przekraczać granice. Dlatego też społeczeństwa europejskie traktowały ich jako przybyszy z zewnątrz, którzy byli wszędzie i nigdzie – a zatem stawali się nieuchwytni, co wywoływało agresję wobec nich. Według Baumana sam proces Zagłady Żydów był logiczną, choć wynaturzoną, konsekwencją nowoczesności. Ku temu stwierdzeniu skłonił go racjonalizm, z jakim naziści wdrażali ludobójczą machinę, posługując się zdobyczami techniki i medycyny do mordowania Żydów. Dlatego też nowoczesność według Baumana jawi się jako proces usypiania moralności.

### Ponowoczesność

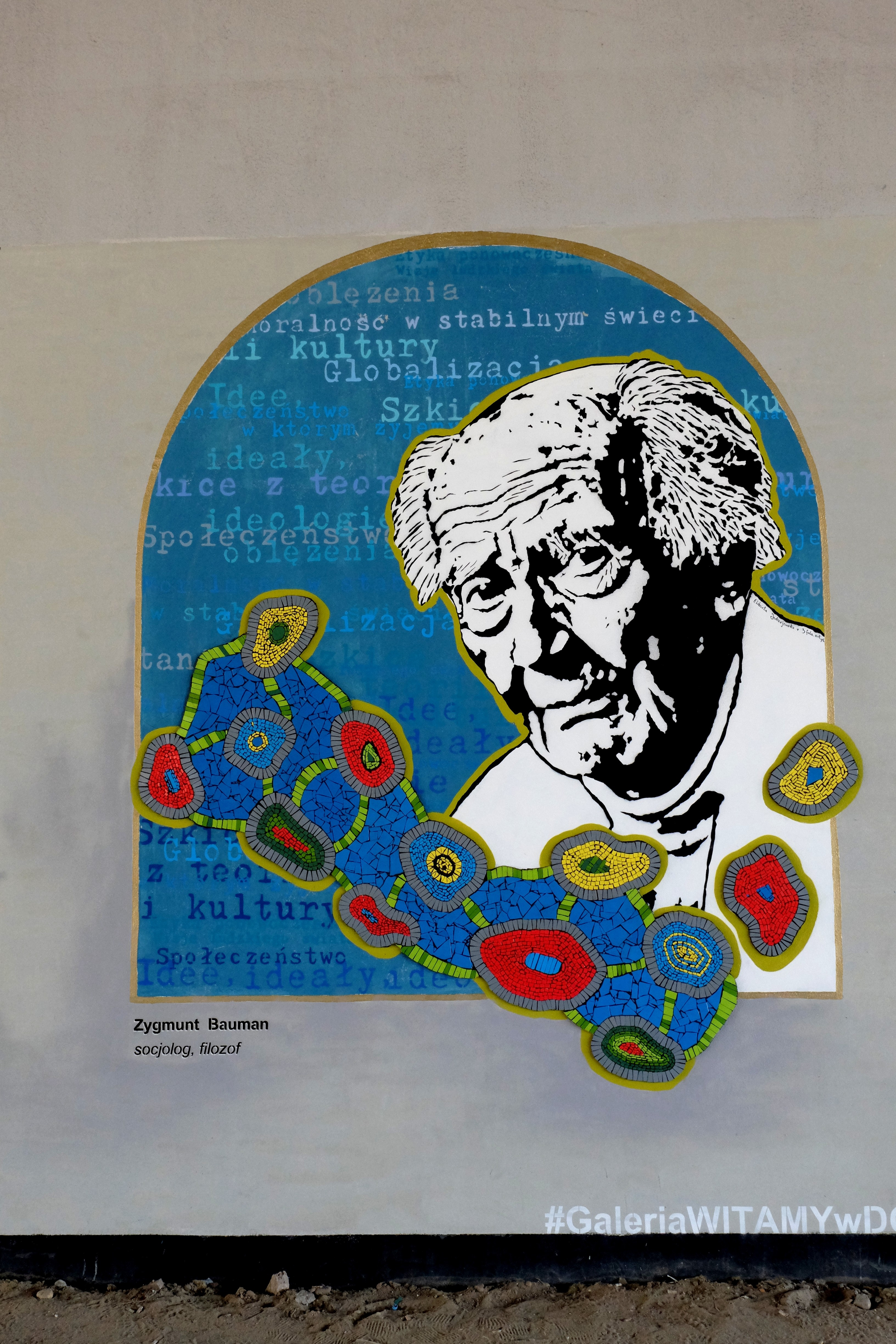
Mural upamiętniający Zygmunta Baumana w Warszawie przy dworcu stacji Warszawa-Gdańska zrealizowany przez Fundację Klamra w ramach galerii – Witamy w domu.

W myśli socjologicznej Baumana uprzywilejowane miejsce zajmuje więc ponowoczesność. Polski socjolog dowodził, że epoka ponowoczesna przyczyniła się do powolnego rozpadu państwowości rozumianej jako samowystarczalność gospodarczą, militarną oraz kulturalną. Powstaje coraz większa liczba małych, słabych państw, które próbują przeciwstawić się światowej kontroli, a jednocześnie stają się bezradne wobec kapitału międzynarodowego. Ponieważ przepływ tego kapitału do krajów oferujących tanią siłę roboczą nie jest kontrolowany przez te państwa, Bauman wynalazł określenie opisujące tę fazę nowoczesności, nazywając ją „płynną nowoczesnością”. W epoce płynnej nowoczesności (lub ponowoczesności) państwa nie są w stanie utrzymać jednolitej tożsamości kulturowej. Nie mogą więc wypracować jednolitych wartości (takich jak prawda), w miejsce których pojawia się wielość głosów i opinii.
Bauman w sposób ambiwalentny odnosił się do zjawiska ponowoczesności. Z jednej strony akcentował możliwości, jakie ta epoka przyniosła grupom wykluczonym ze względu na przynależność do mniejszości etnicznych. Jednakże z drugiej strony dostrzegał niebezpieczeństwa kryjące się za nieskrępowanym rozwojem społeczeństwa konsumpcyjnego. W opinii polskiego socjologa ponowoczesność niesie ze sobą, w miejsce nowoczesnego porządku, niestabilność i brak oparcia w osłabionych strukturach państwowych. Wolnorynkowa gospodarka, która po latach osiemdziesiątych XX wieku zaczęła dominować na świecie, zaoferowała ludzkości krajów Zachodu wolność słowa, co odbyło się kosztem postępującego niepokoju o utratę stałej pracy oraz aktualnego statusu majątkowego. W konsekwencji egzystencja w ponowoczesności jest obciążona niepewnością o lepszą przyszłość.
Mimo to Bauman uważał, że epoka ponowoczesności oprócz zagrożeń niesie ze sobą nadzieję dla ludzkości. W porównaniu z państwami epoki nowoczesnej, które usiłowały objąć społeczeństwa opieką kosztem ich zniewolenia, świat ponowoczesny umożliwia jednostkom przejęcie pełnej odpowiedzialności za swoje życie. Bauman nie postrzegał tej wolności w kategoriach beztroskiego relatywizmu, lecz uważał, że niesie ona ze sobą konieczność wypracowania własnego kodeksu etycznego.
Szczególnym wątkiem w twórczości Baumana był stosunek do migrantów. Autor Społeczeństwa w stanie oblężenia zauważył, że ponowoczesność przywróciła tradycję nomadyczną, polegającą na przemieszczaniu się jednostek, które w epoce nowoczesnej osiadały na dobre w stałym miejscu. Nomad w epoce nowoczesnej ma jednak trzy nowe oblicza. Po pierwsze, jest nim flâneur (termin przejęty od Charles’a Baudelaire’a za Walterem Benjaminem), który przechadza się bez celu po centrach handlowych oraz pasażach. Po drugie, turysta, który w odróżnieniu od flâneura przemieszcza się w określonym celu i czerpie z podróży przyjemność estetyczną. Po trzecie, włóczęga – osoba łącząca w sobie negatywne cechy flâneura i turysty, czyli brak celu oraz domu, do którego by mógł wrócić z podróży. Wreszcie Bauman posługuje się kategorią gracza, którego niestabilność życiowa polega na tym, że musi on nieustannie ryzykować, zdawać się na własną intuicję oraz przewidywać wydarzenia naprzód.

### Religia
Bauman był ateistą.

### Kwestie terminologiczne
Bauman zasadniczo nie używał terminu „postmodernizm” i unikał jednoznacznego przypisania do tego nurtu filozoficznego. Proponował w zamian stosowanie terminu „ponowoczesność” (postmodernity), a gdy zorientował się, że błędnie on wskazuje koniec epoki nowoczesnej, zaczął używać pojęcia „płynnej nowoczesności”. Ku tej zmianie terminologicznej skłoniła go krytyka ze strony takich filozofów, jak Stefan Morawski, Wojciech Zieliński, Marek Czyżewski, którzy zarzucali Baumanowi przypisanie ponowoczesności cech typowo modernistycznych bądź też totalną negację korzystnych dla ludzkości cech epoki nowoczesnej. Podobnie Bauman nie stosował terminu „modernizm”, zastępując go „nowoczesnością”, rozumianą szeroko jako epoka obejmująca co najmniej osiemnastowieczne Oświecenie.

### Krytyka
Krytyka naukowa twórczości Baumana – zwłaszcza jego późnych tekstów – opierała się na niedostatku ich warsztatu metodologicznego. Izraelska socjolożka Eva Illouz pisała o Baumanie: „Nie miał metody, miał po prostu błyskotliwy umysł, ale jego rozpoznania nie są powtarzalne, nie można ich zastosować do interpretacji czegokolwiek”. Włodek Goldkorn uznawał go przede wszystkim za „interpretatora świata, opisywacza”. Dariusz Rosiak również nazywał go „przede wszystkim pisarzem, bardziej eseistą niż naukowcem”. Jak zauważyła Magdalena Nowicka-Franczak, Bauman „wobec globalizacji czuł się bezradny, odmalowując ją w czarnych barwach, nie oferując kierunku zmiany”. Andrzej Leder krytykował ponadto Baumana za stronniczość w pisaniu o nowoczesności jako bezpośredniej przyczynie Zagłady, twierdząc, że to wypracowane przez nowoczesność procedury prawne są „dla masowego społeczeństwa przede wszystkim sposobem udzielenia głosu nieobecnym, a więc odpowiedzią na moralny wymóg”.

## Kontrowersje
Wykład Zygmunta Baumana na Wydziale Prawa, Administracji i Ekonomii Uniwersytetu Wrocławskiego w czerwcu 2013, wygłoszony w związku z obchodami 150. rocznicy powstania niemieckiej socjaldemokracji, zakłócili protestujący przeciwko zaproszonemu członkowie Narodowego Odrodzenia Polski, a w listopadzie 2013 jego wykład na Wydziale Nauk Społecznych Uniwersytetu Gdańskiego – członkowie Obozu Narodowo-Radykalnego. Latem 2013 Zygmunt Bauman zwrócił się do rektora Dolnośląskiej Szkoły Wyższej we Wrocławiu (DSW) z prośbą o odwołanie zaplanowanego na październik przyznania mu honorowego doktoratu tej uczelni w związku z atakami w internecie na niego i DSW oraz doniesieniami o planowanym przez narodowców zakłóceniu uroczystości. Senat uczelni zapowiedział jednak nadanie tytułu bez standardowej uroczystości i został on przyznany. Dwudziestu trzech uczestników zajścia na wykładzie we Wrocławiu usłyszało zarzut zakłócania spokoju. W ich obronie wypowiedział się Kornel Morawiecki, natomiast od ich zachowań jako „prezentujących postawy nacjonalistyczne, ksenofobiczne i neofaszystowskie” odciął się klub piłkarski Śląsk Wrocław. W grudniu 2014 sąd II instancji skazał osiemnastu z nich, w tym Romana Zielińskiego, na kary grzywny w wysokości od 500 do 2000 zł.
W 2014 Peter Walsh, doktorant z Wydziału Socjologii Uniwersytetu w Cambridge zarzucił Baumanowi plagiat, którego ten miał dokonać w książce Does the Richness of the Few Benefit Us All? (2013). Plagiat polegał na opublikowaniu w książce cytatów z różnych stron internetowych, w tym z Wikipedii, bez ujęcia zapożyczonej treści w cudzysłów, a tym samym postępowanie niezgodne z harwardzkim przewodnikiem o korzystaniu ze źródeł; Bauman próbował odeprzeć stawiane mu zarzuty, twierdząc, że „zawsze podkreślał autorstwo idei czy konceptów, które wykorzystywał lub które inspirowały te [idee i koncepty], które sam wymyślił” oraz że w ciągu ponad 60 lat publikowania tekstów „nie zauważył, by posłuszność technicznym, procedurom cytowania miała jakikolwiek wpływ na jakość (wiarygodność, efektywność, a przede wszystkim społeczną wagę) badania naukowego: obie te kwestie Pan Walsh ewidentnie myli”. W późniejszej publikacji napisanej wraz z Davidem Lehmannem, Walsh poszerzył zarzuty także na autoplagiat.

## Życie prywatne
Jego żoną była pisarka Janina Bauman z domu Lewinson (1926–2009), z którą miał trzy córki, wśród nich Annę, żonę Leona Sfarda, syna poety Dawida. Jego wnukiem jest Michael Sfard, izraelski prawnik, współzałożyciel organizacji broniącej praw człowieka „Jesz Din”. Po śmierci pierwszej żony poślubił w 2012 swoją koleżankę z lat studiów i doktorantkę, socjolożkę Aleksandrę Jasińską-Kanię, z którą mieszkał w Leeds do końca życia.

## Odznaczenia i nagrody

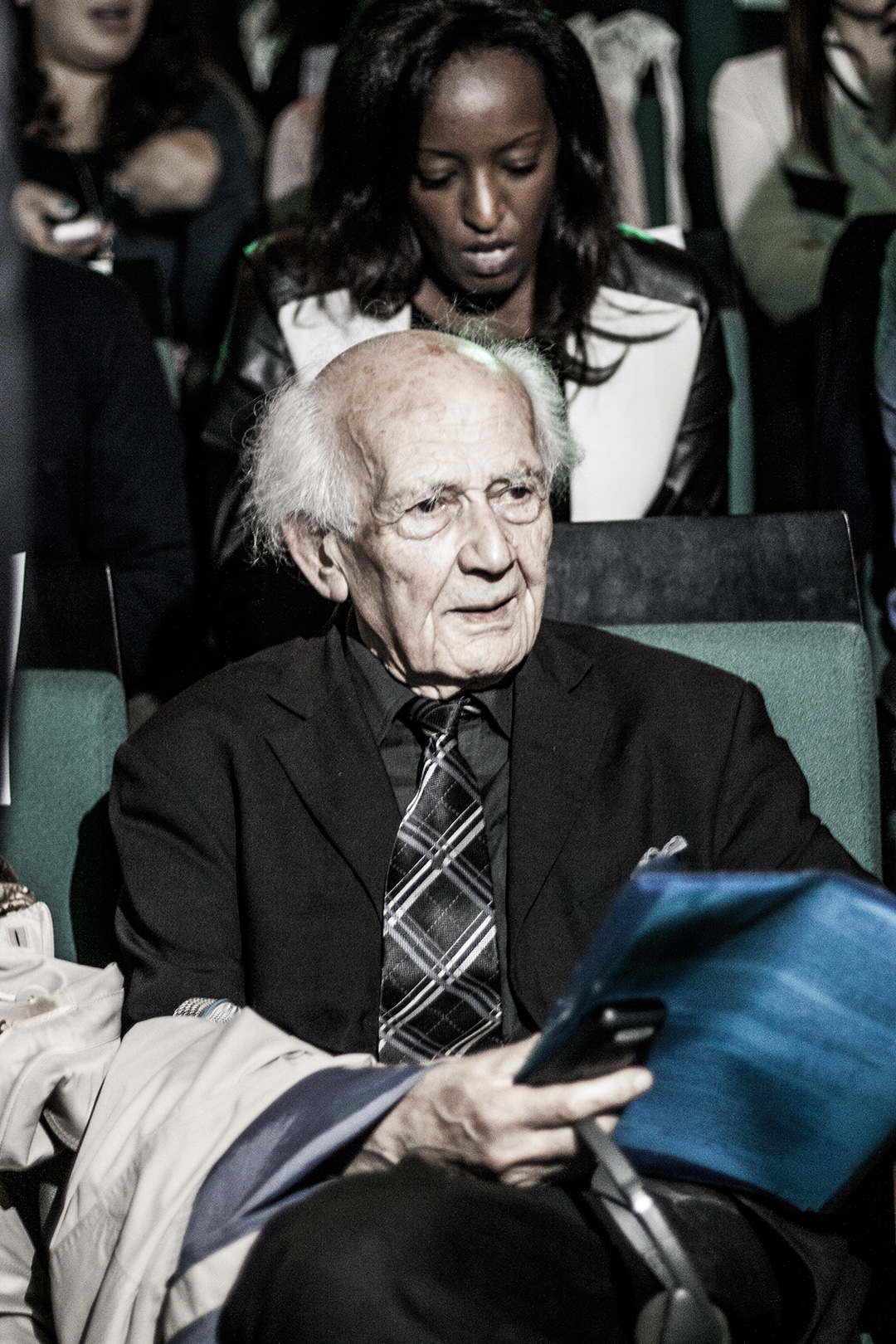
Zygmunt Bauman w 2013 roku

### Odznaczenia wojskowe i cywilne
- Krzyż Walecznych przyznany rozkazem Dowódcy I Armii Wojska Polskiego Nr 141 z 19 maja 1945 roku
- Medal 10-lecia Polski Ludowej (uchwałą Rady Państwa z 22 lipca 1955 na wniosek Ministra Szkolnictwa Wyższego)[65]

### Nagrody i wyróżnienia
Zygmunt Bauman był wielokrotnie nagradzany za swój wkład w europejską humanistykę. Za pracę Nowoczesność i zagłada (1989) otrzymał Europejską Nagrodę Amalfi, a za całokształt twórczości w 1998 Nagrodę im. Theodora W. Adorno, w 2010 Nagrodę Księcia Asturii, w 2014 nagrodę Niemieckiego Towarzystwa Socjologicznego. Praca Ponowoczesność jako źródło cierpień była nominowana do Nagrody Literackiej Nike 2001. Posiadał 18 uniwersyteckich tytułów doktora honoris causa. 19 listopada 2010 roku, w dniu swoich 85. urodzin, odebrał z rąk ministra kultury i dziedzictwa narodowego Bogdana Zdrojewskiego Złoty Medal „Zasłużony Kulturze Gloria Artis”. W 2010 Mark Davis na jego cześć założył Instytut Baumana w Leeds.

## Publikacje

### Okres polski
1. 1957: Zagadnienia centralizmu demokratycznego w pracach Lenina. Warszawa: Książka i Wiedza.
2. 1959: Socjalizm brytyjski: Źródła, filozofia, doktryna polityczna. Warszawa: Państwowe Wydawnictwo Naukowe.
3. 1960: Klasa, ruch, elita: Studium socjologiczne dziejów angielskiego ruchu robotniczego. Warszawa: Państwowe Wydawnictwo Naukowe.
4. 1960: Z dziejów demokratycznego ideału. Warszawa: Iskry.
5. 1960: Kariera: cztery szkice socjologiczne. Warszawa: Iskry.
6. 1961: Z zagadnień współczesnej socjologii amerykańskiej. Warszawa: Książka i Wiedza.
7. 1962: (razem z S. Chodakiem, J. Strojnowskim, J. Banaszkiewiczem): Systemy partyjne współczesnego kapitalizmu. Warszawa: Książka i Wiedza.
8. 1962: Społeczeństwo, w którym żyjemy. Warszawa: Książka i Wiedza.
9. 1962: Zarys socjologii. Zagadnienia i pojęcia. Warszawa: Państwowe Wydawnictwo Naukowe.
10. 1962: Socjologia na co dzień. Warszawa: Iskry.
11. 1963: Idee, ideały, ideologie. Warszawa: Iskry.
12. 1964: Zarys marksistowskiej teorii społeczeństwa. Warszawa: Państwowe Wydawnictwo Naukowe.
13. 1965: Wizje ludzkiego świata. Studia nad społeczną genezą i funkcją socjologii. Warszawa: Książka i Wiedza.
14. 1966: Kultura i społeczeństwo. Preliminaria. Warszawa: Państwowe Wydawnictwo Naukowe.

Okres izraelski (krótko po emigracji z Polski)
1. 1968: O frustracji i o kuglarzach. Paryż: „Kultura”, nr 12/1968
2. 1969: (przedmowa) Wydarzenia marcowe 1968, Paryż: Instytut Literacki (Biblioteka Kultury, t. 167)

### Okres angielski
1. 1972: Between Class and Elite. The Evolution of the British Labour Movement. A Sociological Study. Manchester: Manchester University Press. ISBN 0-7190-0502-7 (angielskie wydanie tytułu Klasa, ruch, elita z 1960 r.)
2. 1973: Culture as Praxis. London: Routledge & Kegan Paul. ISBN 0-7619-5989-0
(wyd. pol.: Kultura jako praxis, Wydawnictwo Naukowe PWN, Seria Pogranicza, 2012. ISBN 978-83-01-16910-7)
3. 1976: Socialism: The Active Utopia. New York: Holmes and Meier Publishers. ISBN 0-8419-0240-2
(wyd. pol.: Socjalizm. Utopia w działaniu, Warszawa: Wydawnictwo Krytyki Politycznej, Seria Idee, 2010. ISBN 978-83-61006-98-5)
4. 1976: Towards a Critical Sociology: An Essay on Common-Sense and Emancipation. London: Routledge & Kegan Paul. ISBN 0-7100-8306-8
5. 1978: Hermeneutics and Social Science: Approaches to Understanding. London: Hutchinson. ISBN 0-09-132531-5
6. 1982: Memories of Class: The Pre-history and After-life of Class. London/Boston: Routledge & Kegan Paul. ISBN 0-7100-9196-6
7. 1980: Stalin i rewolucja chłopska. Studium dialektyki pana i niewolnika, w: Wokół rewolucji rosyjskiej. Warszawa: Niezależna Oficyna Wydawnicza NOWA (drugi obieg), 1980.
(ok. 1985: Stalin and the peasant revolution: a case study in the dialectics of master and slave. Leeds: University of Leeds Department of Sociology. ISBN 0-907427-18-9)
8. 1987: Legislators and interpreters – On Modernity, Post-Modernity, Intellectuals. Ithaca, N.Y.: Cornell University Press. ISBN 0-8014-2104-7
(wyd. pol.: Prawodawcy i tłumacze, Instytut Filozofii i Socjologii PAN, Warszawa 1998)
9. 1988: Freedom. Philadelphia: Open University Press. ISBN 0-335-15592-8
(wyd. pol.: Wolność, Kraków-Warszawa 1995, seria Demokracja. Filozofia i praktyka, ISBN 83-7006-465-5)
10. 1989: Modernity and The Holocaust. Ithaca, N.Y.: Cornell University Press 1989. ISBN 0-8014-8719-6
(wyd. pol.: Nowoczesność i Zagłada, Fundacja Kulturalna Masada, Warszawa 1992. ISBN 83-00-03619-9; wyd. 2: Wydawnictwo Literackie, Kraków 2009. ISBN 978-83-08-04316-5)
11. 1990: Paradoxes of Assimilation. New Brunswick: Transaction Publishers.
12. 1990: Thinking Sociologically. An introduction for Everyone. Cambridge, Mass.: Basil Blackwell. ISBN 0-631-16361-1
(wyd. pol.: Socjologia, Warszawa: Zysk i S-ka, 1996. ISBN 83-7150-151-X)
13. 1991: Modernity and Ambivalence. Ithaca, N.Y.: Cornell University Press. ISBN 0-8014-2603-0
(wyd. pol.: Wieloznaczność nowoczesna, nowoczesność wieloznaczna, Warszawa: Państwowe Wydawnictwo Naukowe. ISBN 83-01-11716-8)
14. 1992: Intimations of Postmodernity. London, New York: Routhledge. ISBN 0-415-06750-2.
15. 1992: Mortality, Immortality and Other Life Strategies. Cambridge: Polity Press. ISBN 0-7456-1016-1
(wyd. pol.: Śmierć i nieśmiertelność O wielości strategii życia. Warszawa: Państwowe Wydawnictwo Naukowe, 1998. ISBN 83-01-12694-9)
16. 1993: Postmodern Ethics. Cambridge, MA: Basil Blackwell. ISBN 0-631-18693-X
(wyd. pol.: Etyka ponowoczesna, Warszawa: Państwowe Wydawnictwo Naukowe, 1996. ISBN 83-01-12050-9)
17. 1994: Dwa szkice o moralności ponowoczesnej. Warszawa: Instytut Kultury.
18. 1995: Ciało i przemoc w obliczu ponowoczesności. Toruń: Wydawnictwo Naukowe Uniwersytetu Mikołaja Kopernika. ISBN 83-231-0654-1
19. 1995: Life in Fragments. Essays in Postmodern Morality. Cambridge, MA: Basil Blackwell. ISBN 0-631-19267-0
20. 1996: Alone Again – Ethics After Certainty. London: Demos. ISBN 1-898309-40-X
21. 1997: Postmodernity and its discontents. New York: New York University Press. ISBN 0-7456-1791-3
(wyd. pol.: Ponowoczesność jako źródło cierpień, Warszawa: Wydawnictwo Sic!, 2000. ISBN 83-88807-43-9)
22. 1997: O szansach i pułapkach ponowoczesnego świata. Materiały z seminarium profesora Zygmunta Baumana w Instytucie Kultury, jesień 1995 – wiosna 1996. Warszawa: Instytut Kultury, 1997. ISBN 83-85323-61-9
23. 1997: (z Romanem Kubickim i Anną Zeidler-Janiszewską) Humanista w ponowoczesnym świecie – rozmowy o sztuce życia, nauce, życiu sztuki i innych sprawach. Warszawa: Zysk i S-ka. ISBN 83-7150-313-X
24. 1998: Work, consumerism and the new poor. Philadelphia: Open University Press. ISBN 0-335-20155-5
(wyd. pol.: Praca, konsumpcjonizm i nowi ubodzy. Kraków: Wydawnictwo WAM, 2006. ISBN 83-7318-446-5)
25. 1998: Globalization: The Human Consequences. New York: Columbia University Press. ISBN 0-7456-2012-4
(wyd. pol.: Globalizacja. I co z tego dla ludzi wynika. Warszawa: Państwowy Instytut Wydawniczy, 2006. ISBN 83-06-02827-9)
26. 1999: In Search of Politics. Cambridge: Polity Press. ISBN 0-7456-2172-4
27. 2000: (pod red. Petera Beilharza) The Bauman Reader. Oxford: Blackwell Publishers. ISBN 0-631-21492-5
28. 2000: Liquid Modernity. Cambridge: Polity Press. ISBN 0-7456-2409-X
(wyd. pol.: Płynna nowoczesność. Kraków: Wydawnictwo Literackie, 2006. ISBN 83-08-03847-6)
29. 2001: Community. Seeking Safety in an Insecure World. Cambridge: Polity Press. ISBN 0-7456-2634-3
(wyd. pol.: Wspólnota. W poszukiwaniu bezpieczeństwa w niepewnym świecie. Wydawnictwo Literackie, 2008)
30. 2001: The Individualized Society. Cambridge: Polity Press. ISBN 0-7456-2506-1
31. 2001: (z Keithem Testerem) Conversations with Zygmunt Bauman. Cambridge: Polity Press. ISBN 0-7456-2664-5
(wyd. polskie: O pożytkach wątpliwości. Rozmowy z Zygmuntem Baumanem. Warszawa: Wydawnictwo Sic!, 2003. ISBN 83-88807-27-7)
32. 2001: (z Timem May): Thinking Sociologically, 2nd edition. Oxford: Blackwell Publishers. ISBN 0-631-21929-3
(wyd. pol.: Socjologia, Warszawa: Zysk i S-ka. ISBN 83-7298-566-9)
33. 2002: Society Under Siege. Cambridge: Polity Press. ISBN 0-7456-2984-9
(wyd. pol.: Społeczeństwo w stanie oblężenia. Warszawa: Wydawnictwo Sic!, 2007. ISBN 83-08-03798-4)
34. 2003: Liquid Love: On the Frailty of Human Bonds, Cambridge: Polity Press. ISBN 0-7456-2489-8
(wyd. pol.: Razem osobno. Kraków: Wydawnictwo Literackie, 2003. ISBN 83-08-03702-X)
35. 2003: City of fears, city of hopes. London: Goldsmith’s College. ISBN 1-904158-37-4
36. 2004: Wasted Lives. Modernity and its Outcasts. Cambridge: Polity Press. ISBN 0-7456-3164-9
(wyd. pol.: Życie na przemiał. Kraków: Wydawnictwo Literackie, 2004. ISBN 83-08-03797-6)
37. 2004: Europe: An Unfinished Adventure. Cambridge: Polity Press. ISBN 0-7456-3403-6
(wyd. pol.: Europa – niedokończona przygoda. Kraków: Wydawnictwo Literackie, 2005. ISBN 83-08-03797-6)
38. 2004: Identity: Conversations with Benedetto Vecchi. Cambridge: Polity Press. ISBN 0-7456-3308-0
(wyd. pol.: Tożsamość: Rozmowy z Benedetto Vecchim. Gdańsk: Gdańskie Wydawnictwo Psychologiczne, 2005. ISBN 978-83-60083-94-9)
39. 2005: Liquid Life. Cambridge: Polity Press. ISBN 0-7456-3514-8
(wyd. pol.: Płynne życie. Kraków: Wydawnictwo Literackie, 2007. ISBN 978-83-08-03983-0)
40. 2006: Liquid Fear. Cambridge: Polity Press. ISBN 0-7456-3680-2
(wyd. pol.: Płynny lęk. Kraków: Wydawnictwo Literackie, 2008. ISBN 978-83-08-04266-3)
41. 2006: Liquid Times: Living in an Age of Uncertainty. Cambridge: Polity Press. ISBN 0-7456-3987-9
(wyd. pol.: Płynne czasy. Życie w epoce niepewności. Warszawa: Wydawnictwo Sic!, 2007. ISBN 978-83-60457-28-3)
42. 2006: Moralność w niestabilnym świecie. Poznań: Księgarnia św. Wojciecha. ISBN 83-7015-863-3
43. 2007: Consuming Life. Cambridge: Polity Press. ISBN 0-7456-4002-8 (wyd. pol. Konsumowanie życia. Kraków: Wydawnictwo Uniwersytetu Jagiellońskiego, 2009. ISBN 978-83-233-2572-7)
44. 2008: Does Ethics Have a Chance in a World of Consumers?. Cambridge, Mass.: Harvard University Press. ISBN 978-0-674-02780-0
(wyd. pol.: Szanse etyki w zglobalizowanym świecie. Kraków: Społeczny Instytut Wydawniczy „Znak”, 2007. ISBN 978-83-240-0870-4)
45. 2008: Bauman o popkulturze. Wypisy (wybór tekstów z lat 1994–2006). Warszawa: Wydawnictwa Akademickie i Profesjonalne. ISBN 978-83-60807-31-6
46. 2008: The Art of Life. Cambridge: Polity Press. ISBN 0-7456-4326-4
(wyd. pol.: Sztuka życia. Kraków: Wydawnictwo Literackie, 2009. ISBN 978-83-08-04652-4)
47. 2009: Living on Borrowed Time: Conversations with Citlali Rovirosa-Madrazo. Cambridge: Polity. ISBN 978-0-7456-4738-8
(wyd. pol.: Żyjąc w czasie pożyczonym. Kraków: Wydawnictwo Literackie, 2010. ISBN 978-83-08-04543-5)
48. 2009: (z Romanem Kubickim i Anną Zeidler-Janiszewską) Życie w kontekstach. Rozmowy o tym, co za nami i o tym co przed nami. Warszawa: Wydawnictwa Akademickie i Profesjonalne. ISBN 978-83-61408-77-2
49. 2011: Kultura w płynnej nowoczesności (wraz z filmem na DVD: „Miłość, Europa, świat Zygmunta Baumana”, w reżyserii Krzysztofa Rzączyńskiego). Warszawa: Agora SA, 2011. ISBN 978-83-268-0505-9
50. 2011: Collateral Damage: Social Inequalities in a Global Age. Cambridge: Polity Press. ISBN 978-0-7456-5294-8
51. 2011: 44 listy ze świata płynnej nowoczesności. Warszawa: Wydawnictwo Literackie. ISBN 978-83-08-04635-7
52. 2013: (z Davidem Lyonem) Liquid Surveillance: A Conversation. Cambridge: Polity Press. ISBN 978-0-7456-6282-4
(wyd. pol.: Płynna inwigilacja. Rozmowy. Kraków: Wydawnictwo Literackie. ISBN 978-83-08-05209-9)
53. 2013: Does the Richness of the Few Benefit Us All?. Cambridge: Polity Press. ISBN 978-0-7456-7108-6
54. 2015: (z Ireną Bauman, Jerzym Kociatkiewiczem i Moniką Kosterą) Management in a Liquid Modern World. Cambridge: Polity Press. ISBN 978-1509502226 (wyd. pol: Zarządzanie w płynnej nowoczesności. Warszawa: Fundacja Bęc Zmiana, 2017. ISBN 978-83-62418-75-6).
55. 2015: (ze Stanisławem Obirkiem) Of God and Man, Cambridge: Polity Press.ISBN 978-0-7456-9568-6
56. 2015: (ze Stanisławem Obirkiem) On the World and Ourselves, Cambridge: Polity. ISBN 978-0-7456-8711-7 (wyd. pol. O świecie i sobie samych. Warszawa: Wydawnictwo Arbitror 2020) ISBN 978-83-66095-25-0
57. 2016: (z Riccardo Mazzeo) In praise of literature. Cambridge: Polity Press. ISBN 978-1-5095-0268-4
58. 2016: Strangers at Our Door. Cambridge: Polity Press. ISBN 978-1-5095-1217-1
(wyd. pol.: Obcy u naszych drzwi. Warszawa: Wydawnictwo Naukowe PWN, 2016. ISBN 978-83-01-18754-5)
59. 2017: Szkice z teorii kultury. Warszawa: Wydawnictwo Naukowe Scholar, 2017. ISBN 978-83-7383878-9
(wyd. ang.: Sketches in the theory of culture, transl. Katarzyna Bartoszyńska. Cambridge: Polity Press, 2018. ISBN 978-1-5095-2830-1)
60. 2017: Das Vertraute unvertraut machen. Ein Gespräch mit Peter Haffner. Hamburg: Hoffmann und Campe. ISBN 978-3-455-00153-2
(wyd. pol.: Czynić swojskie obcym. Rozmowy Petera Haffnera z Zygmuntem Baumanem. Warszawa: Wielka Litera, 2019. ISBN 978-83-8032415-2)
61. 2017: A chronicle of crisis 2011–2016. London: Social Europe Edition. ISBN 978-1-9997-1510-6
62. 2017: Retrotopia. Cambridge: Polity Press. ISBN 978-1-5095-1531-8
(wyd. pol.: Retrotopia. Jak rządzi nami przeszłość. Warszawa: Wydawnictwo Naukowe PWN, 2018. ISBN 978-83-01-19855-8)
63. 2017: (z Thomasem Leoncinim) Nati Liquidi. Transformazioni nel terzo millennio, Milano: Sperling & Kupfer. ISBN 978-88-200-6266-8
(wyd. pol.: Płynne pokolenie, przeł. Szymon Żuchowski, Warszawa: Czarna Owca, 2018. ISBN 978-83-8015864-1)
64. 2018: Liquid Modernity. Reprinted. Cambridge: Polity Press. ISBN 978-0-7456-2409-9
65. 2019: (z Timem May): Thinking Sociologically, 3rd edition. Hoboken: Wiley Blackwell. ISBN 978-1-1189-5998-5